# ایندی‌وایر
ایندیوایر (به انگلیسی: Indiewire) وب‌گاه خبری برای جامعه فیلم‌های مستقل است؛ که از ۱۲ ژانویه ۱۹۹۸ روزانه اخبار فیلم‌های مستقل را منتشر می‌کند. این وب‌گاه مسائل مرتبط با فیلم‌های مستقل، مستند، فیلم‌های خارجی، گزارش جشنواره‌های فیلم، مصاحبه‌های فیلم‌سازان و بررسی فیلم را پوشش می‌دهد.